# Cyprodenate
Cyprodenate (Actebral) là một loại thuốc kích thích. Nó được sử dụng để chống lại tác dụng của thuốc an thần benzodiazepine trước khi phát triển các thuốc giải độc mới hơn như flumazenil. Nó tạo ra dimethylethanolamine như một chất chuyển hóa.